# 馬道站

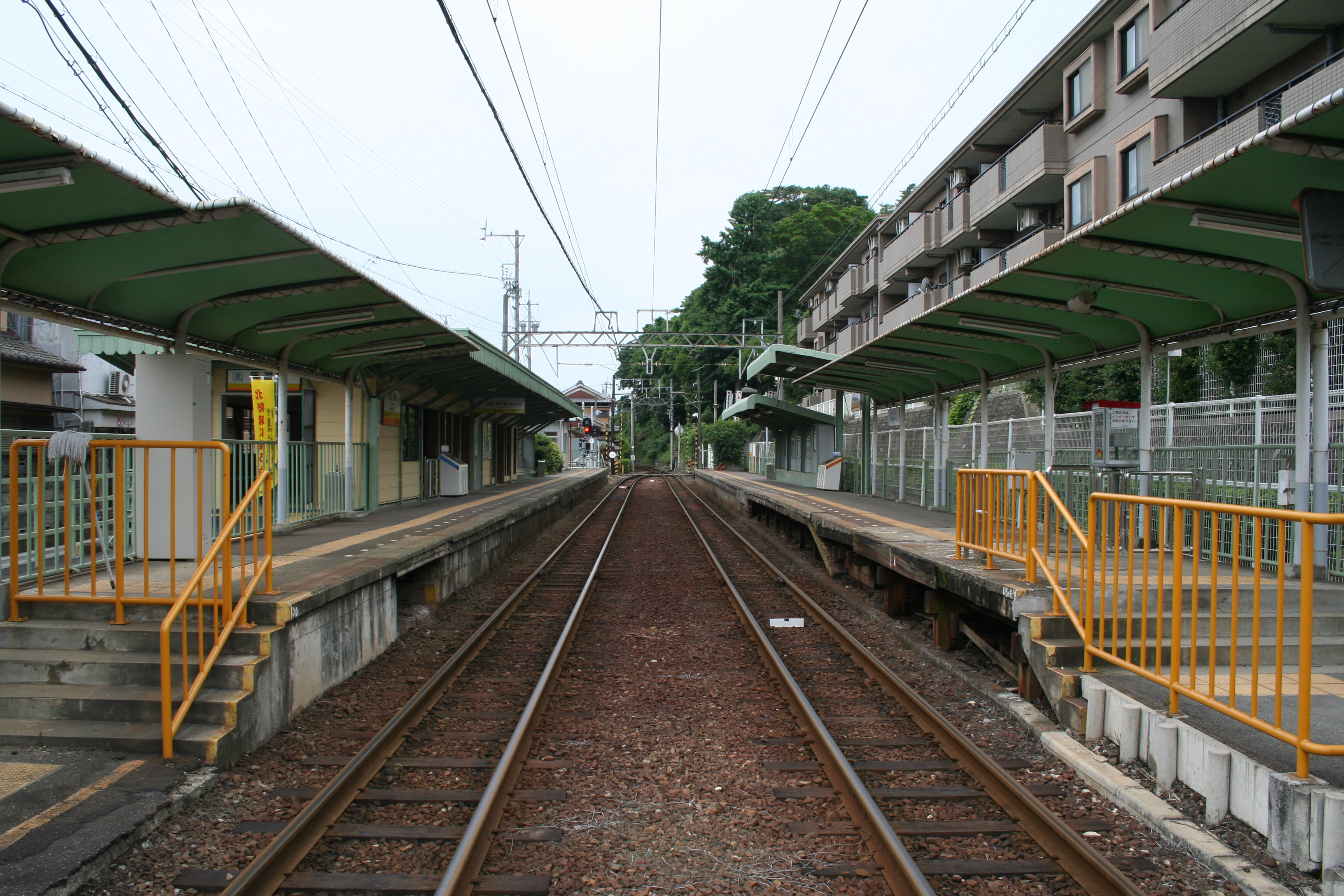
月台全景(2006年6月)

馬道站（日语：／ Umamichi eki */?）是位於三重縣桑名市大字本願寺字笠松，三岐鐵道的北勢線車站。

## 歷史

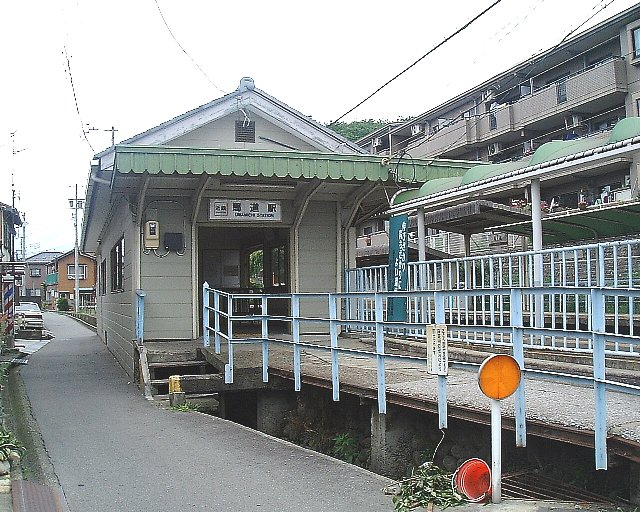
近鐵時代的站房（2002年7月）

- 1914年（大正3年）4月5日 - 北勢鐵道車站啟用[1]。後來才設置列車交會設備。
- 1934年（昭和9年）6月27日 - 公司名稱改變，成為北勢電氣鐵道車站[1]。
- 1944年（昭和19年）2月11日 - 公司合併，成為三重交通車站[1]。
- 1964年（昭和39年）2月1日 - 鐵路事業轉讓至三重電氣鐵道[1]。
- 1965年（昭和40年）4月1日 - 近畿日本鐵道與三重電氣鐵道合併，此站成為近鐵車站[1]。
- 1979年（昭和54年）8月21日 - 停止發售定期票。
- 2000年（平成12年）3月1日 - 成為無人車站。站內平交道和廁所（旱廁）撒走。
- 2003年（平成15年）4月1日 - 北勢線轉讓至三岐鐵道[1]。
- 2004年（平成16年）4月10日 - 首班列車起，列車由靠右進站變為靠左進站。
- 2005年（平成17年）9月1日 - 車站大樓翻新。車站大樓內設有自動售賣機、自動補票機和自動閘機。同時增設來自東員站的遠端制控（只限下行線）。
- 2006年（平成18年）3月21日 - 下行線月台靠近阿下喜一方新設廁所（濕廁）。

## 車站構造
車站是一座地面車站，設有2面2線的相對式月台。下行線月台側（南邊）設有車站大樓。上行線月台靠近西桑名一方設有站外平交道。車站大樓在近鐵時代已經落成，後來於2005年（平成17年）經過翻新。

### 月台
| 月台     | 路線    | 上下行 | 方向       |
| -------- | ------- | ------ | ---------- |
| （北邊） | ■北勢線 | 上行   | 西桑名方向 |
| （南邊） | ■北勢線 | 下行   | 阿下喜方向 |

※在旅客資訊上沒有上月台編號。

## 特徴
- 此站沒有安全側線，因此上下行列車不可同時進入此站。
- 上下行線靠近西桑名一方曾經設有站內平交道。但是現時上行線月台只可從站外的道路進入，不可直接從車站大樓前往，需要經過站內的平交道。
- 此站是無人車站，下行線月台設有閉路電視，由東員站遠端監制此站。
- 下行線月台南邊設有車站大樓，大樓內設有可口可樂自動售票機1台、自動閘機（可讓輪椅人士使用的闊閘機1座）和自動補票機（日语：自動精算機）1台。
- 上述的自動售票機可購買普通車票、回數票。不可購買定期票。
- 上行月台（北邊）上沒有自動售票機等設備，只有乘車站證明書發行機和對講機。
- 當乘客前往西桑名方向時，乘客需在上行月台候車。乘客除了可於南邊月台的自動售票機購買外，也可在北邊月台領取乘車站證明書，並在下車站結算車費。
- 廁所位於下行線月台靠近阿下喜一方。
- 下行月台車站大樓內設有冷暖氣候車室。
- 此站不像其他北勢線車站設有免費停車場，因此不可使用泊車轉乘。
- 站前沒有停車空間，因此不方便使用在此站進行接送。
- 站前設有小型免費單車停泊場地。
- 沒有的士於此站候客。
- 此站沒有公共電話。
- 此站設有部分無障礙設施（下行線車站大樓入口部分、上行月台樓梯部分等）。

從東員、阿下喜方向乘車，於此站下車的乘客需要向乘務員展示車票。從西桑名乘車，於此站下車的乘客可使用自動閘機。

## 利用狀況
根據「三重縣統計書」，以下為1日平均乘車人次。
| 年度   | 一日平均 乘車人次 |
| ------ | ----------------- |
| 1997年 | 237               |
| 1998年 | 223               |
| 1999年 | 207               |
| 2000年 | 190               |
| 2001年 | 168               |
| 2002年 | 153               |
| 2003年 | 200               |
| 2004年 | 208               |
| 2005年 | 200               |
| 2006年 | 196               |
| 2007年 | 196               |
| 2008年 | 215               |
| 2009年 | 222               |
| 2010年 | 213               |
| 2011年 | 225               |
| 2012年 | 235               |
| 2013年 | 244               |
| 2014年 | 228               |
| 2015年 | 245               |
| 2016年 | 240               |
| 2017年 | 233               |
| 2018年 | 250               |
| 2019年 | 250               |

## 車站周邊
- 益生站 - 近鐵名古屋線
- 桑名高校（日语：三重県立桑名高等学校）
- 桑名馬道郵局
- 諸戶水道遺蹟
- 走井山
- 桑名市立明正中學
- 國道421號（日语：国道421号）

## 相鄰車站
三岐鐵道
■北勢線
西桑名－馬道－西別所

## 註腳
1. 1 2 3 4 5 6 7  曾根悟（監修）. 朝日新聞出版分冊百科編集部（編集） , 编. . 週刊朝日百科. 26号 長良川鉄道・明知鉄道・樽見鉄道・三岐鉄道・伊勢鉄道. 朝日新聞出版. 2011-09-18: 26 （日语）.
2. ↑  三重県統計書 （页面存档备份，存于）（日語） - 三重縣